# فلوریانوپلیس
فلوریانوپلیس مرکز ایالت سانتا کاتارینا و دومین شهر بزرگ این ایالت است که در منطقه جنوبی برزیل واقع شده است. این شهر دارای ۴۲۷،۲۹۸ جمعیت است. اقتصاد به شدت بر فناوری اطلاعات، گردشگری و خدمات استوار است.. در سال ۲۰۰۹ نیوزویک این شهر را از نظر گردشگری جز ۱۰ شهر برتر جهان قرار داد.

## خواهرخواندگی
| - کوردوبا، آرژانتین, آرژانتین - رونوک، ویرجینیا, ایالات متحده آمریکا - ایبیزا، اسپانیا, جزایر بالئاری, اسپانیا |